# Flughafen Palm Beach (Lantana)

i7
i11
i13
Der Palm Beach County Park Airport (auch Lantana Airport, IATA-Code: LNA, ICAO-Code: KLNA) ist ein Flughafen, der sich 2 km nordwestlich von West Palm Beach im Palm Beach County im US-Bundesstaat Florida befindet. Er liegt auf einer Seehöhe von 4 m und hat drei Asphaltlandepisten mit Längen von 992 m, 1043 m und 1063 m. Der Flughafen hat keinen Kontrollturm und fertigt nur kleine Propellerflugzeuge und Helikopter ab.

## Geschichte
Der Flughafen begann als kommunales Projekt, mit Aufschüttungen aus nahe gelegenen Sümpfen und Sanddünen, die zum Einebnen des Bodens verwendet wurden. Die Kosten für den Bau des Flughafens, kurz bevor die USA in den Zweiten Weltkrieg eintraten, beliefen sich auf die stolze Summe von 199.000 US-Dollar (heute etwa 2,1 Mio. US-Dollar).
Der Flughafen Lantana wurde 1941 als zivile Luftpatrouillenstation eröffnet, mit Flugzeugen, darunter Leichtflugzeuge wie die Stinson 10-A, die während des Zweiten Weltkriegs entlang der Küste flogen, um deutsche U-Boote zu entdecken, die versuchten, Frachtschiffe zu versenken.

## Flugbetrieb
Im Jahre 2019 haben 122.270  Flugbewegungen stattgefunden, davon 71.950 lokale Bewegungen, 29.000 Zwischenlandungen, 2000 Air-Taxi-Flüge, 212 Frachtflüge und 50 militärische Flüge. 140 einmotorige und  27 zweimotorige Turboprop-Flugzeuge und 11 Helikopter waren 2019 hier stationiert.